# شيلباك (منتج ألبومات)
كارل يوهان شوستر (بالسويدية: Karl Johan Schuster) ‏ (ولد في 1 فبراير عام 1985) المعروف مهنياً باسم شيلباك هو كاتب أغاني ومنتج ألبومات وموسيقي سويدي. وقد أُدرج شيلباك بالمرتبة الأولى كمنتج عام 2012 في لائحة نهاية العام لمجلة بيلبورد كما تصدر أيضاً قائمة المجلة بعنوان «لائحة أفضل 10 كاتبي أغاني في البث» في العام نفسه. يتعاون شيلباك بانتظام مع كاتب الأغاني ماكس مارتن، وقد قام الاثنان بإنتاج وكتابة أو/و المشاركة في كتابة أغاني لبينك، تايلور سويفت، آدم لامبرت،برتني سبيرز، أشر، آفريل لافين، أريانا غراندي، أديل، مارون 5 وشون بول. كما قام بإنتاج أغاني بنفسه لمغنيين مثل شير لويد ومارون 5.

## سيرة
ولد شوستر ونشأ في كارلسهامن بالسويد، وبدأ سيرته كقارع طبول في فرق إندي روك محلية في كارلسهامن. كما قام بتسجيل نسخة تجربيبية من نوع بلاك ميتال عام 2003 لعدة آلات، قبل أن ينضم إلى مشهد موسيقى الهاردكور/الميتال كمغني في فرقة Blinded Colony عام 2004، وكان قد سجل معهم في 2005 شريط تجريبي ترويجي ومن ثم ألبوم كامل عام 2006، قبل أن يترك الفرقة عام 2007.
في سن 16 من عمره، قابل شوستر ماكس مارتن من خلال الصديق المشترك يوليوس. بذلك الوقت، ووفقاً لمقابلة في مجلة الموسيقى السويدية STIM، كان ذوق شوسترالموسيقي «رائع جداً للمدرسة» فلم يكن لشوستر أي اهتمام في موسيقى البوب على الإطلاق. وبقي يوليوس يرسل عينات الروك/ديث ميتال الخاصة بشوستر لمارتن، والذي أصبح فضولياً حول ما يبدو وكأن شوستر قد يعمل على موسيقى بوب. لذلك قام مارتن بدعوة شوستر للاستديو الخاص به في ستوكهولم لتسجيل شريط تجريبي معه، ومنذ عام 2007 قام شوستر بالتوقيع مع شركة إنتاج مارتن Maratone.

## روابط خارجية
- شيلباك على موقع IMDb (الإنجليزية)
- شيلباك على موقع ميوزك برينز (الإنجليزية)
- شيلباك على موقع أول ميوزيك (الإنجليزية)
- شيلباك على موقع ديسكوغز (الإنجليزية)
- شيلباك على موقع ديسكوغز (الإنجليزية)
- شيلباك على موقع قاعدة بيانات الفيلم (الإنجليزية)